# 国立罗萨里奥大学

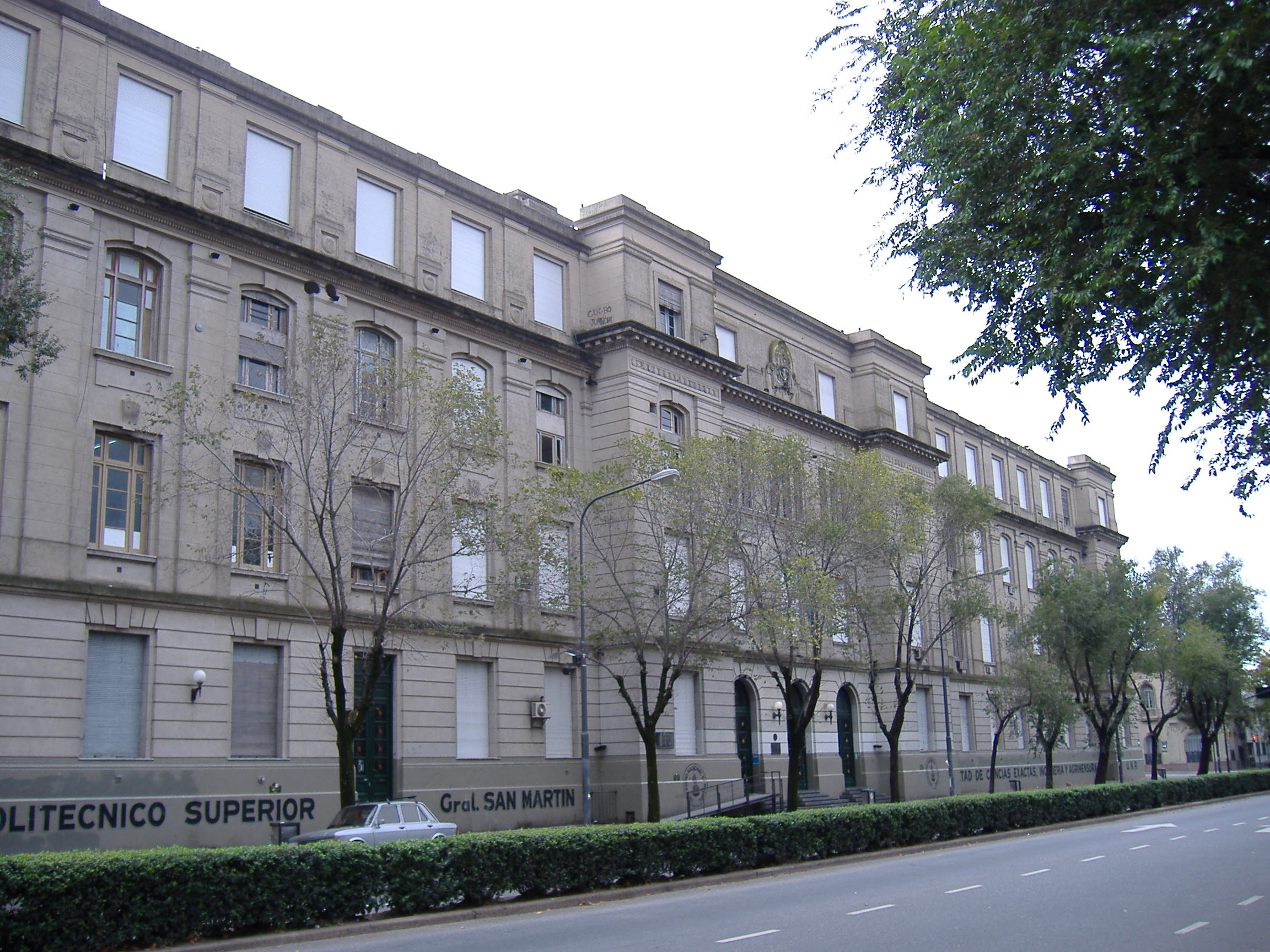
国立罗萨里奥大学

国立罗萨里奥大学（西班牙語：Universidad Nacional de Rosario, UNR），阿根廷圣菲省罗萨里奥市的一所国立大学。罗萨里奥大学创办于1968年。现有80,000名在校生。

## 历史
創建於1968年，其基礎結構包括醫藥院校、科學、工程、建築學、經濟學、哲學、法學、政治學、牙醫學、農業科學、音樂學院等
羅薩里奧國立大學一開始就與羅薩里奧社會相結合，根據該地區的需求，完成每一個項目的啟動。現在越來越多的項目結合，滿足了社會的需求。其目前的結構是由12個學院、3所高中和1個科學院。約68,000平方米的建築面積：124個研究生課程、63個大專以上學歷、15個技術學位、53個中等水平的大學本科學歷，16度與非大學高等教育制度銜接和32非大學大專制度 

## 院系设置
- 理工学院
- 社会科学学院
- 医学院
- 化学学院
- 建筑学院
- 经济学院
- 人文艺术学院